# Автошкола

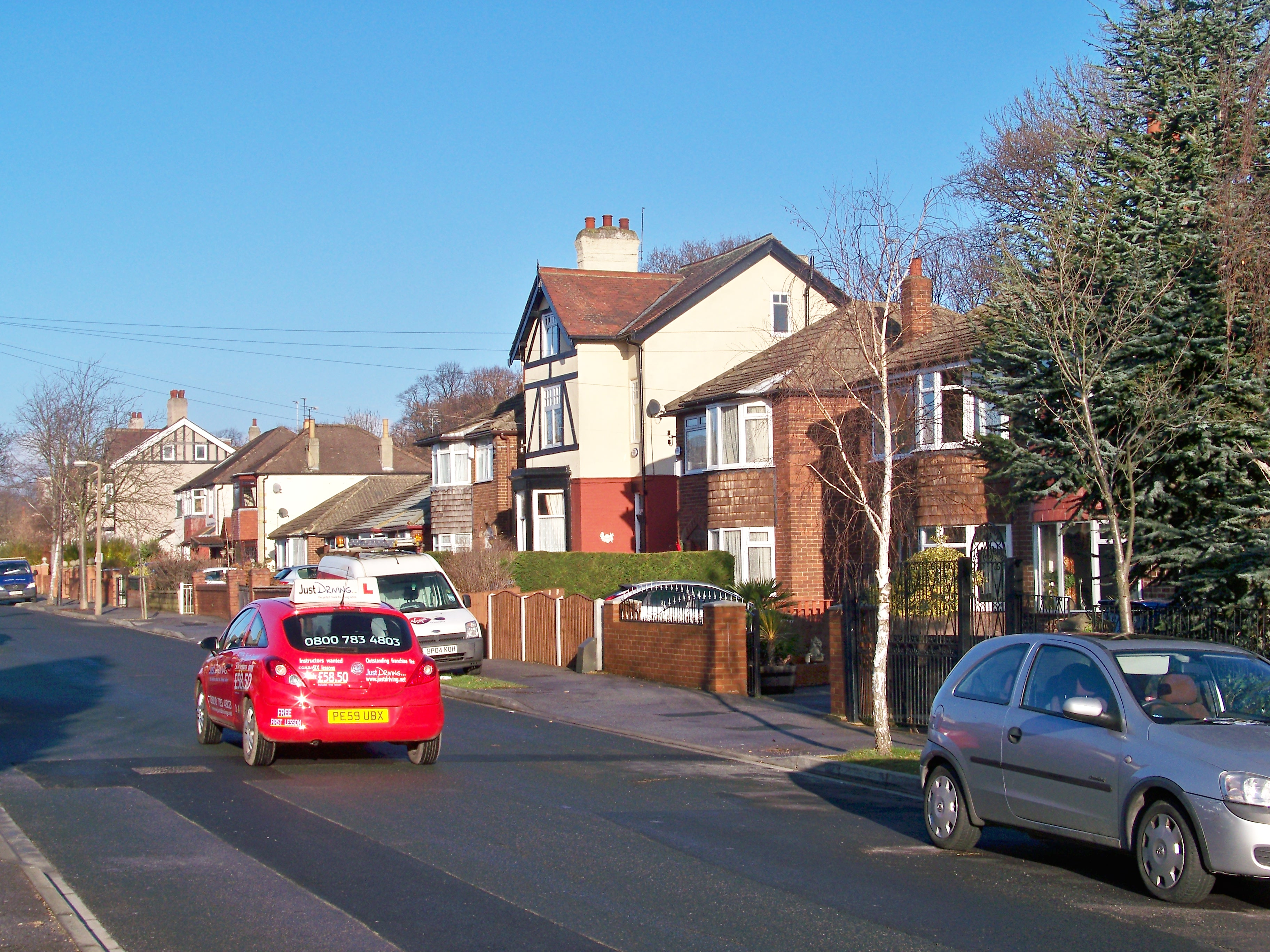
Обучающийся водитель (Англия)

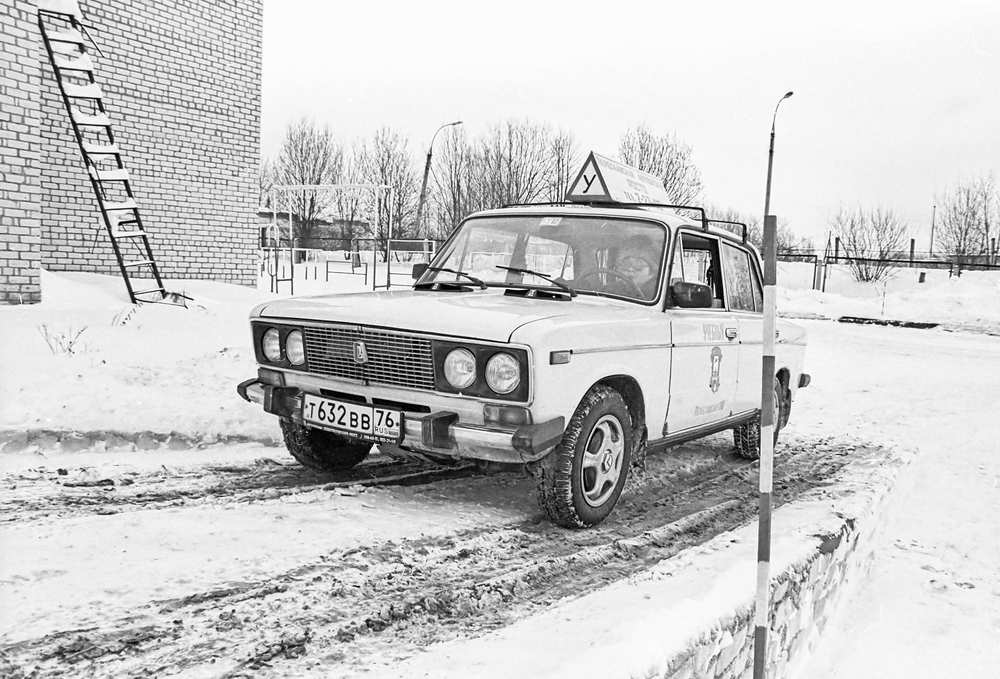
Сдача экзамена по вождению в России

Автошкола — образовательное учреждение, в котором происходит обучение вождению транспортных средств. Они делятся на категории:
- B — автомобили, трициклы и квадроциклы, масса которых не превышает 3,5 тонны; можно выбрать обучение на механике или на автомате.
- А — мотоциклы;
- С — грузовые автомобили массой свыше 3,5 тонн;
- D — 9-16-местные автомобили и автобусы с прицепом, а также автобусы с двумя салонами;
- Е — эта буква используется для дополнения и уточнения транспортного средства.

Занятия по материалу автошколы могут проводиться в помещении, на улице или в Интернете.
Обучение делится на два этапа: теоретический (обучение в классе) и практический (учебная езда с инструктором). На занятиях предусматриваются разнообразные ситуации, в том числе опасные. Для обучения могут использоваться автомобили с двойным управлением. После сдачи экзамена выдаётся водительское удостоверение. Материалы экзамена могут измениться с добавлением новых тестов в соответствии с потребностями властей страны или региона.
В некоторых странах также выдаётся лицензия об обучении. Её выдают после того, когда обучающийся сдал билеты для своей категории. Возраст получения лицензии может варьироваться от 14 до 19 лет.
В штате Виктория (Австралия) человек должен сдать тест по правилам дорожного движения, который состоит из 32 вопросов. Минимум 25 ответов должны быть правильными. Ученик также проходит тест на зрение. На автомобилях учеников с лицензией спереди и сзади должна быть буква «L». Учащийся не имеет права на буксировку автомобиля и на вождение в состоянии алкогольного опьянения. Первая автошкола появилась в 1909 (или 1910) году в Великобритании. Она была основана Хью Стэнли Робертс и называлась British School Motoring (BSM). В США первая автошкола была основана в 1934 году Амосом Нейхартом в Пенсильвании. Также существуют онлайн-автошколы. Учебные курсы для водителей доступны в Интернете. В 13 штатах США онлайн-автошколы заменили обычные. Некоторые агентства по автострахованию предлагают скидку тем, кто окончил курсы обучения в Интернете.

## Автошколы в СССР
Все автошколы в СССР были государственными и находились в подчинении ДОСААФ, при районных военных комиссариатах, либо являлись централизованными автомобильными учебными комбинатами (ЦАУК) для подготовки или переподготовки профессиональных водителей. Также существовала подготовка на водителя автомобиля и в школьной программе в старших классах, либо при самой средней школе, либо в учебно-производственных комбинатах.
В автошколу при ДОСААФ мог пойти учиться любой желающий член этой военно-спортивной организации. При военкоматах обучали вождению автотранспортных средств будущих новобранцев, для прохождения срочной службы, например, в автомобильных войсках. Автомобильные учебные комбинаты располагались, как правило в крупных или столичных городах и в них работодатели направляли водителей-профессионалов для открытия другой категории на управление автотранспортного средства, либо на подготовку или переподготовку вождения автомобиля с грузами повышенной опасности.
Кроме обучения правилам дорожного движения, теории и практики вождения, в автошколах курсанты изучали устройство автомобиля, а также устранение мелких его неисправностей.

## В кинематографе
2016 — комедия «Автошкола» (реж. Сергей Гиргель, Беларусь).